# Lenguas albánicas
Las lenguas albánicas, albanoides o ilíricas son un grupo de lenguas indoeuropeas de los cuales los únicos representantes supervivientes son las variedades albanesas. En las clasificaciones actuales de las lenguas indoeuropeas, el albanés se agrupa en la misma rama Indoeuropea que el mesapio, una lengua extinta de origen balcánico que se conserva en unas 600 inscripciones en la Apulia, Italia de la Edad de Hierro.  Esta subfamilia indoeuropea se conoce alternativamente como ilirio, complejo ilirio, paleobalcánico occidental o indoeuropeo adriático. En cuanto al «ilirio» de la antigüedad clásica, no está claro si la escasa documentación existente representa en realidad una sola lengua y no material de varias, pero si se define «ilirio» como el antiguo precursor del albanés o el hermano del protoalbanés, se incluye automáticamente en la rama albánica. El albánico también se utiliza para explicar características prerrománicas similares al albanés que se encuentran en las lenguas balcorrumanas.
La relación entre el albanés y el mesapio está respaldada por la evidencia lingüística fragmentaria disponible que muestra innovaciones características comunes y una serie de correspondencias léxicas significativas entre las dos lenguas, y notablemente dentro de la clasificación centum-satem ambas presentan la retención (parcial) del contraste tripartito protoindoeuropeo para las oclusivas dorsales, que se limita solo a ellas entre las lenguas históricas de los Balcanes y el mar Adriático (una característica similar también es evidente en el luvita de las lenguas anatolias y en el armenio ). La migración proto-mesapica desde la costa adriática opuesta a través de una red de interacción transadriática también está confirmada por evidencia arqueológica reciente que data del período entre 1700 a. C. y 1400 a. C., en el horizonte posterior a Cetina.

## Clasificación
La familia indoeuropea que dio origen al albanés y al mesapio se conoce 'albanoide', 'ilirio', 'complejo ilirio', 'paleobalcánico occidental' o 'indoeuropeo adriático'. 'Albánico' se considera más apropiado ya que se refiere a un grupo lingüístico específico etnolingüísticamente pertinente e históricamente compacto. Con respecto a las lenguas ilirias de la antigüedad clásica, no está claro si la evidencia escasamente documentada representa en realidad una lengua y no material de varias lenguas. Sin embargo, si "ilirio" se define como la antigua lengua precursora del albanés, para la que hay alguna evidencia lingüística, que a menudo se apoya en obvias razones geográficas e históricas. La lengua hermana del protoalbanés se incluye automáticamente en esta rama indoeuropea.
El término «albánico» para la familia indoeuropea del albanés fue introducido por primera vez por el lingüista histórico indoeuropeo Eric Pratt Hamp (1920-2019), y posteriormente adoptado por una serie de lingüistas. Una variante del término es «albanoide». La raíz se originó en última instancia a partir del nombre de la tribu iliria Albanoi, que pronto se generalizó a todas las tribus ilirias que hablaban el mismo idioma. El proceso fue similar a la difusión del nombre ilirios a partir de un pequeño grupo de personas en la costa adriática, los ilirios.

### Lenguas
- Albanés
- Mesapio †
- Lenguas ilirias †

## Historia
El albánico y otras lenguas paleobalcánicas tuvieron su núcleo formativo en los Balcanes después de las migraciones indoeuropeas en la región.
Aunque la investigación está en curso, en los modelos filogenéticos actuales de la familia de lenguas indoeuropeas, el dialecto indoeuropeo que dio origen al albanés se separa del "indoeuropeo post-tocario", es decir, la unidad indoeuropea residual ("indoeuropeo central") que permaneció después de la separación del tocario del "indoeuropeo post-anatolio". La transición entre las comunidades lingüísticas del indoeuropeo basal y del indoeuropeo central parece haber estado marcada por un cambio económico de una economía principalmente no agrícola a una economía agropastoral mixta. La falta de evidencia de prácticas agrícolas en los primeros yamnaya orientales de la estepa del Don - Volga no ofrece un indicador arqueológico perfecto para la comunidad lingüística del indoeuropeo central; más bien, los grupos yamnaya occidentales alrededor o al oeste del río Dniéper reflejan mejor ese indicador arqueológico. Se considera que la etapa común entre los dialectos protoindoeuropeos tardíos del prealbanés, prearmenio y pregriego ocurrió en el período Yamnaya tardío después de las migraciones hacia el oeste del Yamnaya temprano a través de la estepa póntico-caspia, permaneciendo también en la estepa occidental durante un período prolongado de tiempo separados de los dialectos protoindoeuropeos que luego dieron origen en Europa a las culturas de la cerámica cordada y del vaso campaniforme.
Los pastores esteparios yamna aparentemente migraron a los Balcanes alrededor del 3000 al 2500 a. C., y pronto se mezclaron con las poblaciones locales, lo que resultó en un tapiz de diversas ascendencias del cual emergieron los hablantes del albanés y otras lenguas paleobalcánicas. El habla albánica estuvo entre las lenguas indoeuropeas que reemplazaron a las lenguas preindoeuropeas de los Balcanes, que dejaron rastros del sustrato mediterráneo-balcánico. Por otro lado, el báltico y el eslavo, junto con el germánico, así como posiblemente el celta y el itálico, aparentemente surgieron en el territorio del horizonte arqueológico de cerámica cordada de finales del cuarto y tercer milenio a. C. La distinción entre las lenguas del sur de Europa (en particular el albanés y el griego) y las lenguas del norte y el oeste de Europa (el báltico, el eslavo, el germánico, el celta y el itálico) se refleja además en los elementos léxicos frecuentemente compartidos del sustrato preindoeuropeo del noroeste entre estas últimas lenguas.